# Лікарня Сант-Пау
Лікарня Святого Павла (кат. Hospital de la Santa Creu i Sant Pau) — лікарняний комплекс в Барселоні, побудований за проектом каталонського архітектора-модерніста Луїса Доменека-і-Монтанера. Разом з палацом каталонської музики це об'єкт Всесвітньої спадщини ЮНЕСКО.
Сучасна будівля датується XX століттям, але, власне, лікарня Святого Павла була заснована у 1401 році об'єднанням шести середньовічних барселонських лікарень. У 1991 році була нагороджена урядом Каталонії Хрестом Святого Юрія. Лікарня функціонувала до червня 2009 року, після чого була закрита для переобладнання на культурний центр і музей при ООН.

## Історія будівництва
Ансамбль будівель лікарні був створений у 1901—1930 рр. в барселонському районі Ель-Гинардо (El Guinardó) і відкритий за участю короля Іспанії Альфонса XIII. Гроші на будівництво лікарняного комплексу Сант-Пау заповів каталонський фінансист Пау Ґіл (Paú Gil). Згідно з його волею лікарня була названа його ім'ям і відповідала кращим архітектурним і технологічним рішенням того часу. Вважається, що будівлі у стилі модерн випередили свій час. Архітектор розділив лікарню на відділення, об'єднані підземними ходами. У 2003 році на північ від старих корпусів були зведені нові.

## Галерея

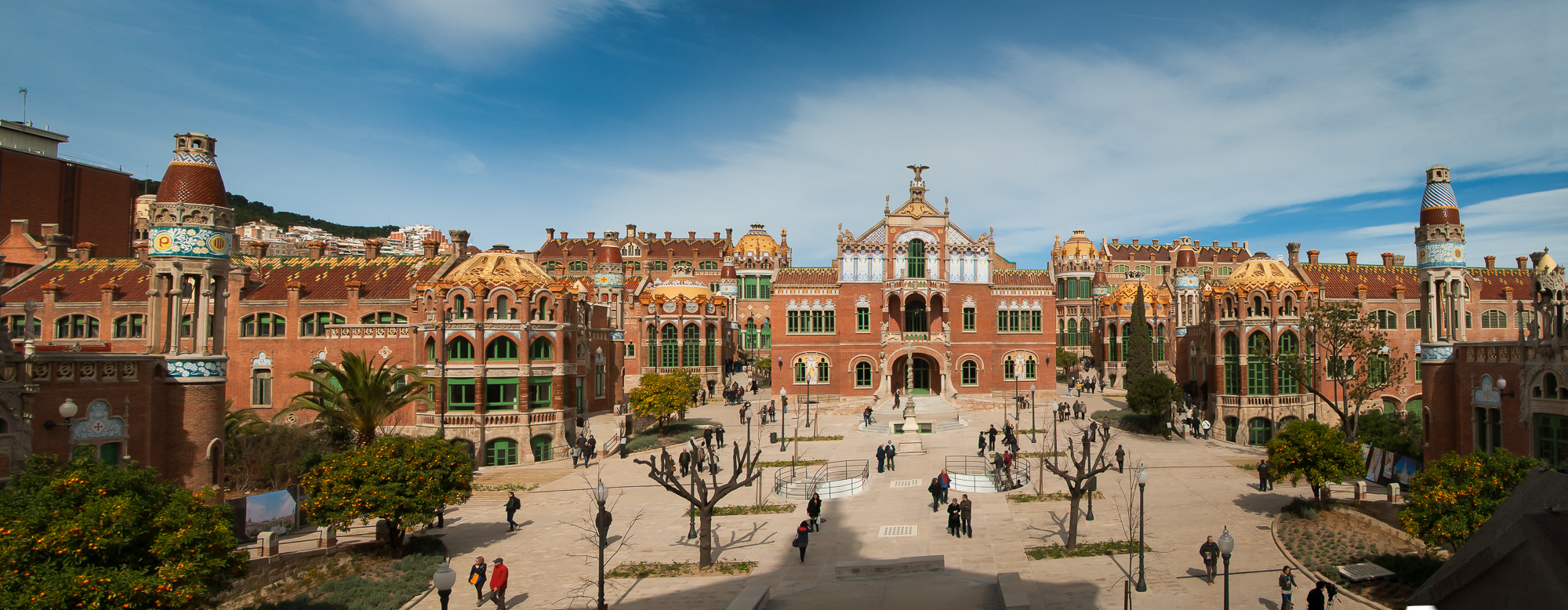
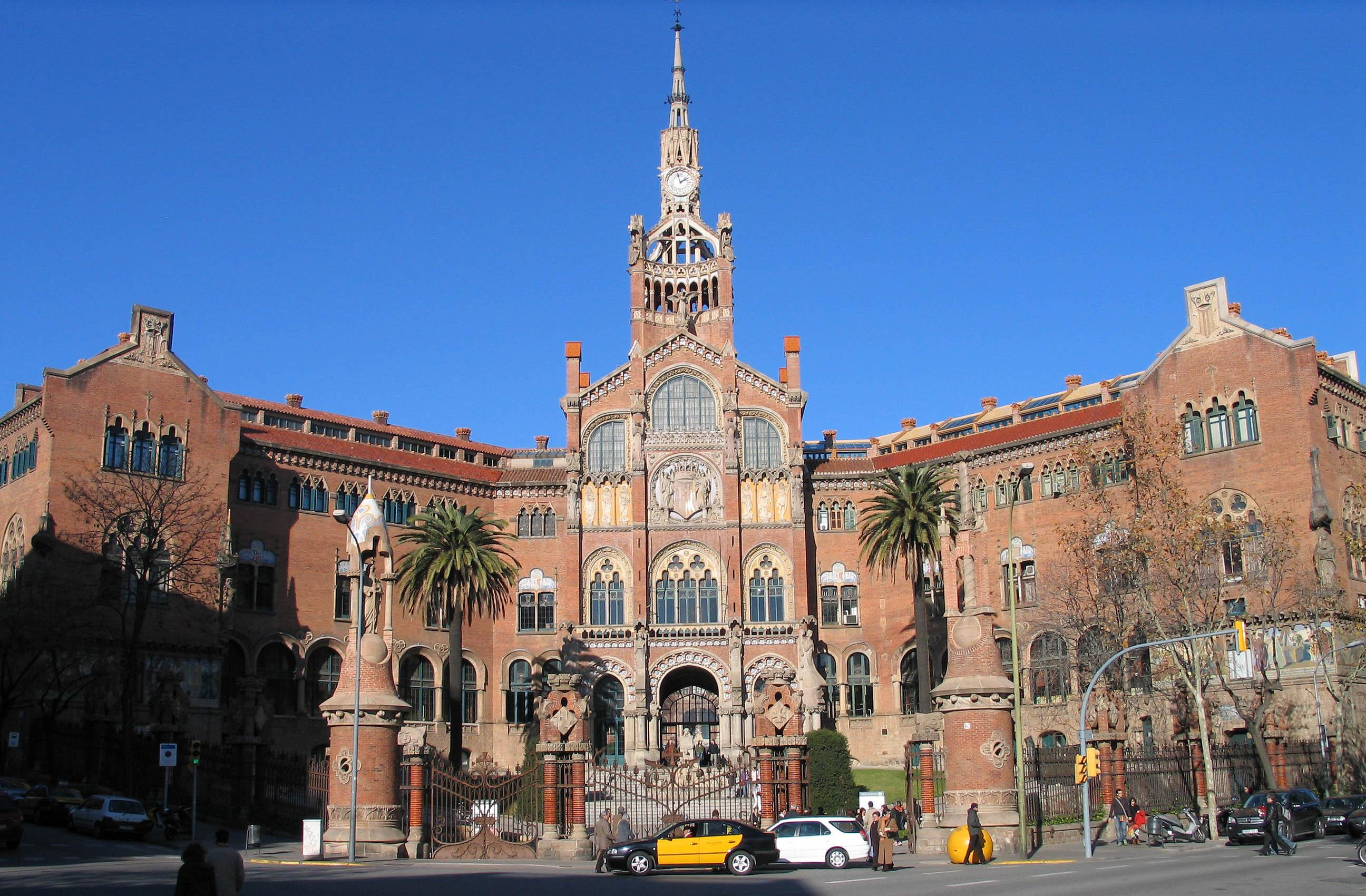
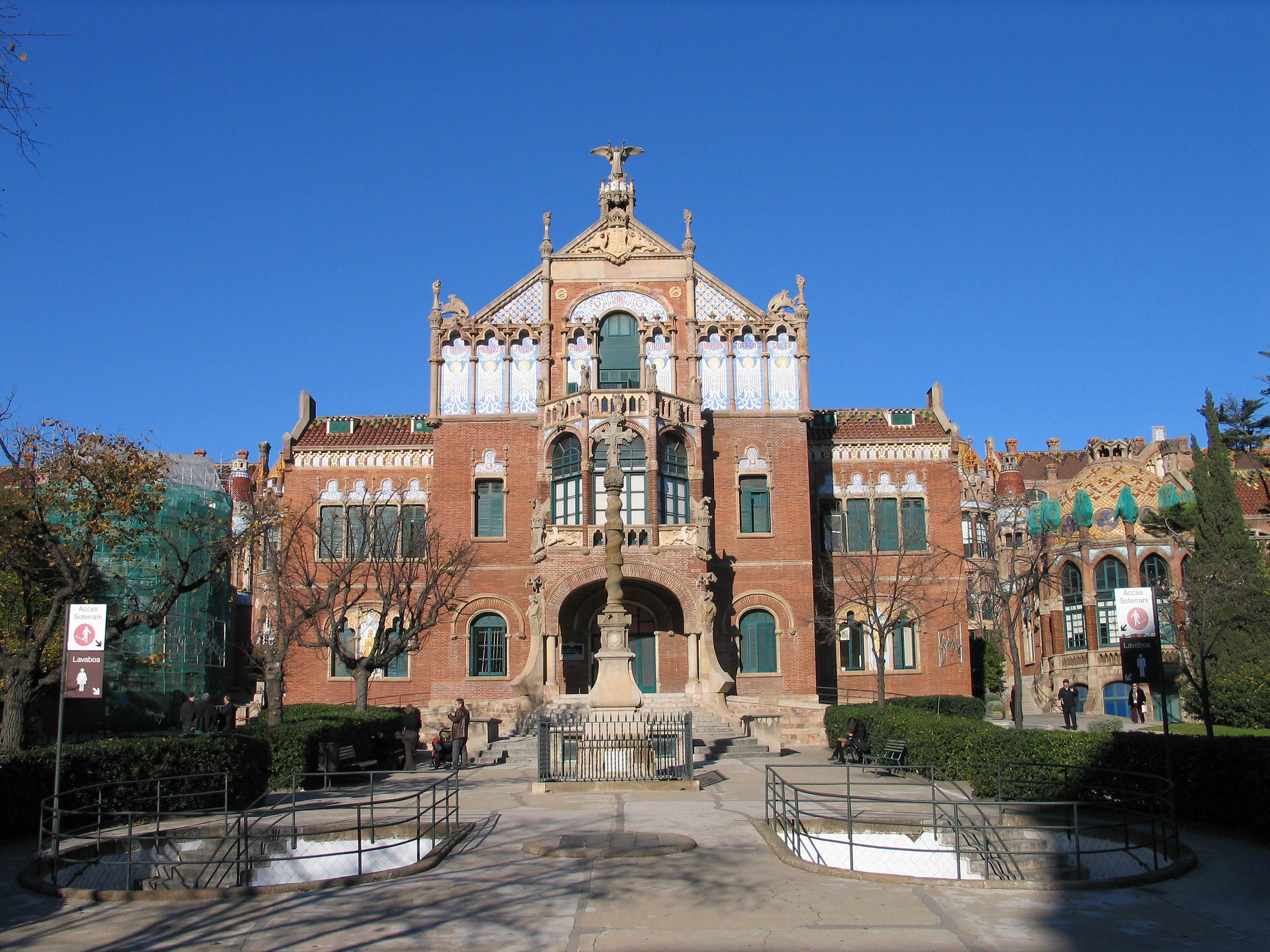
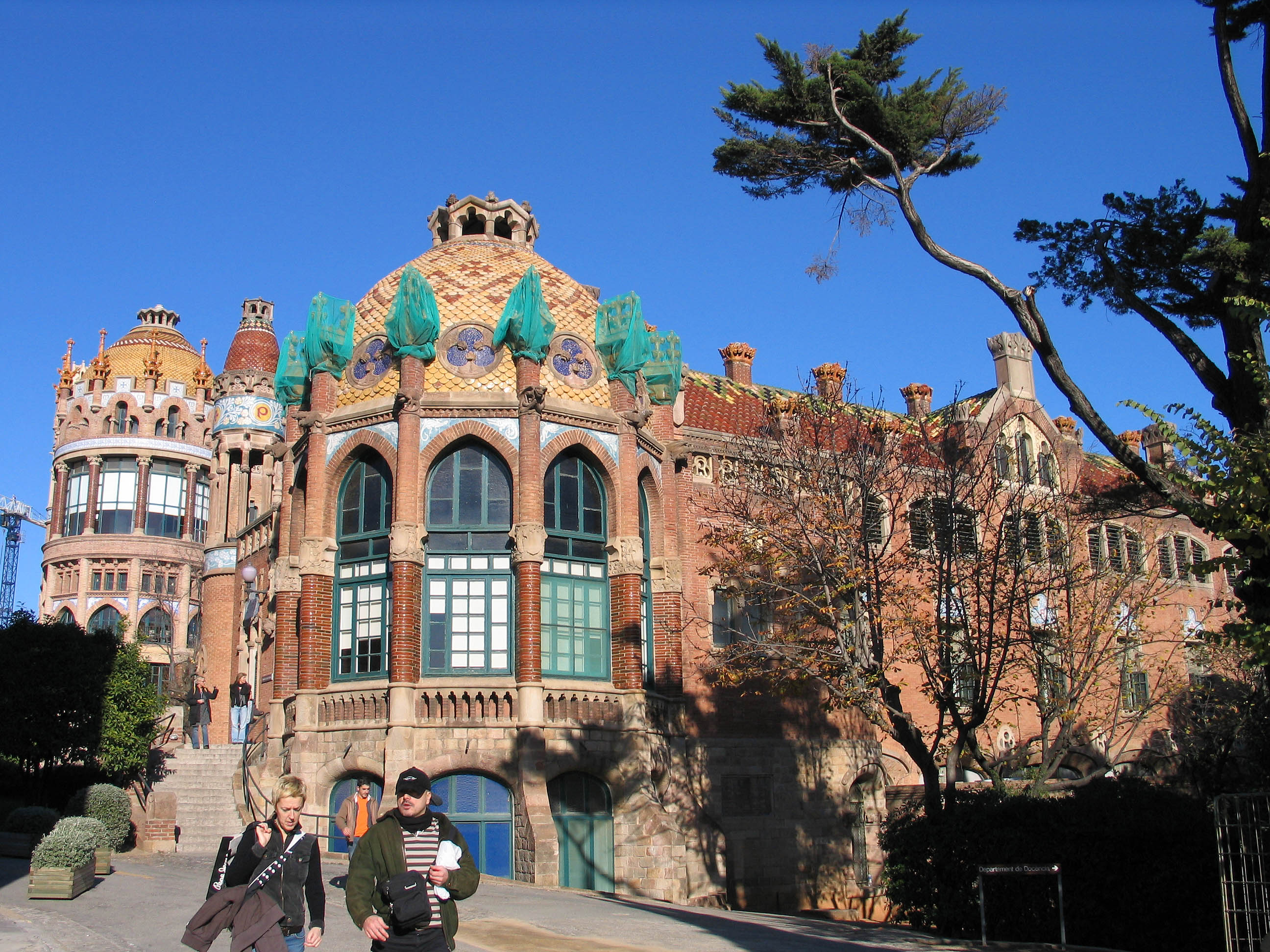
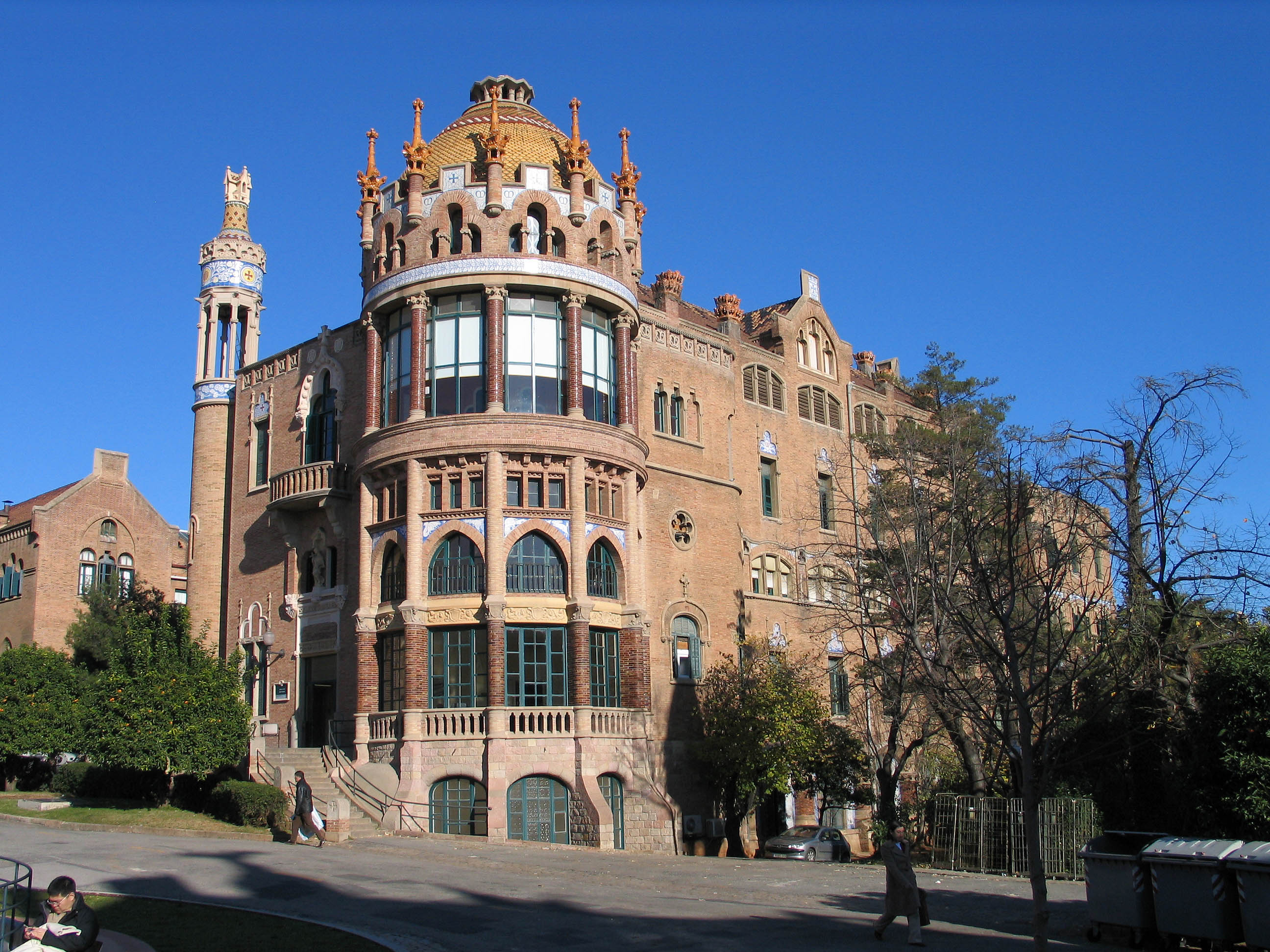
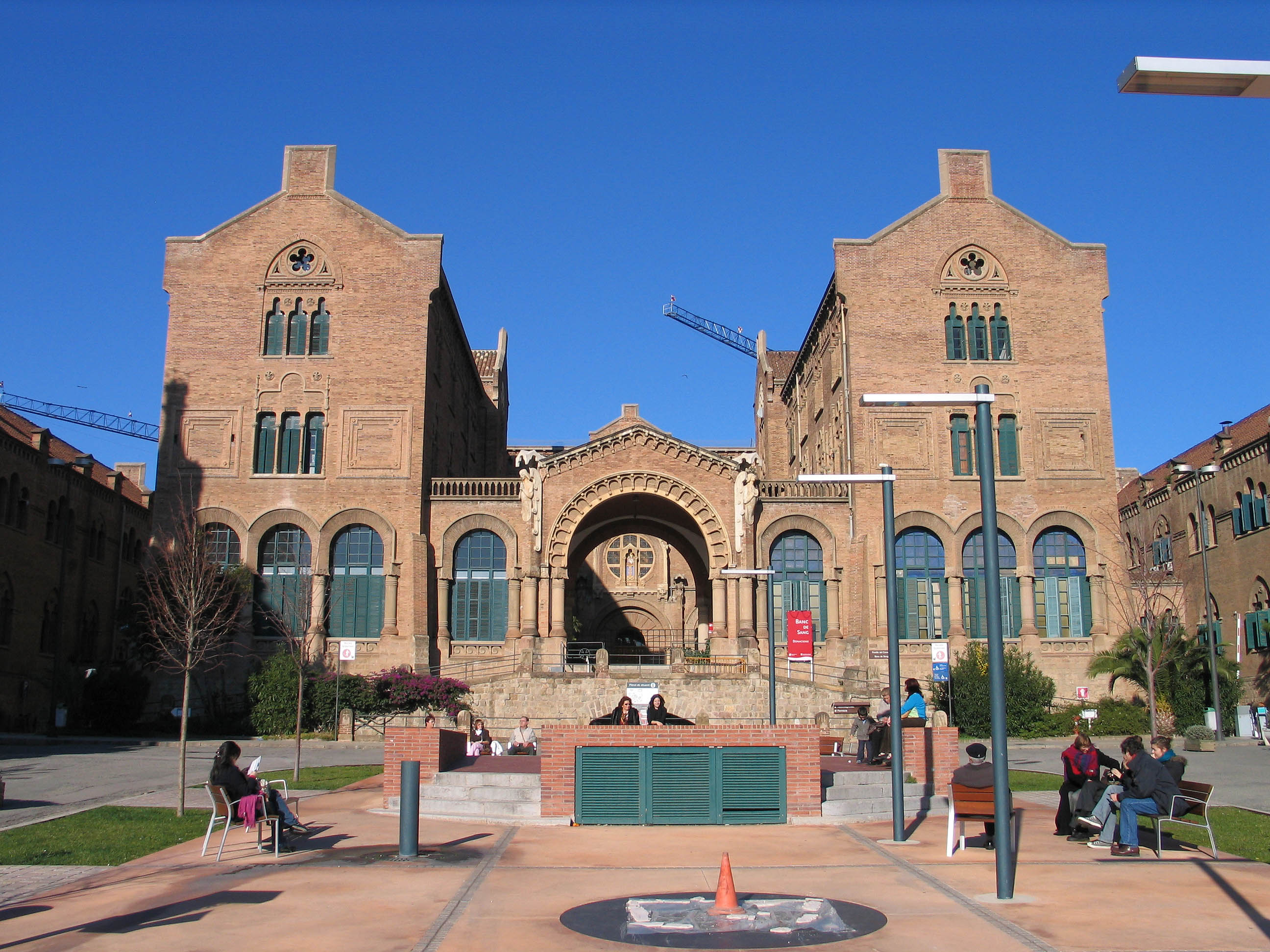
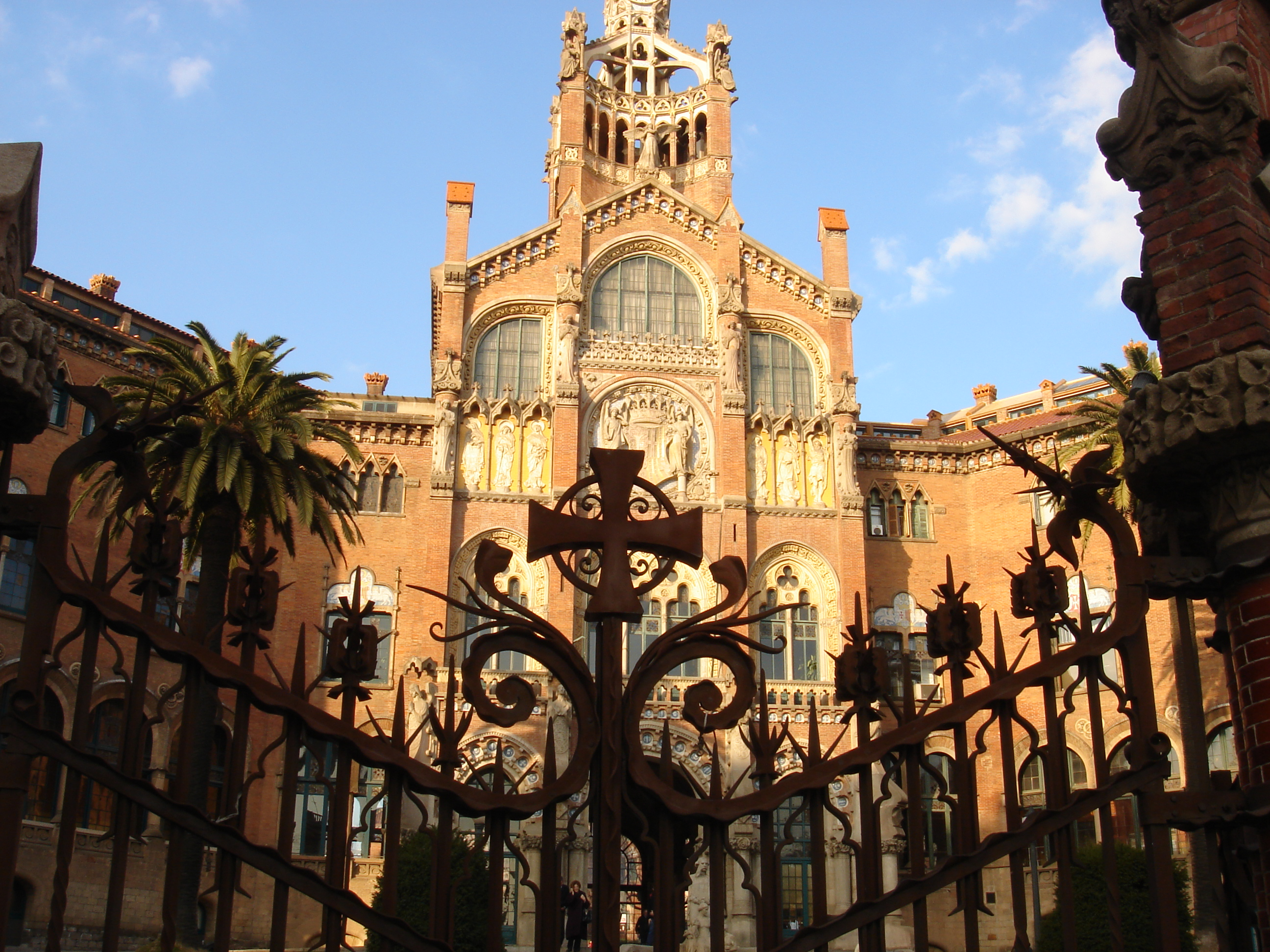
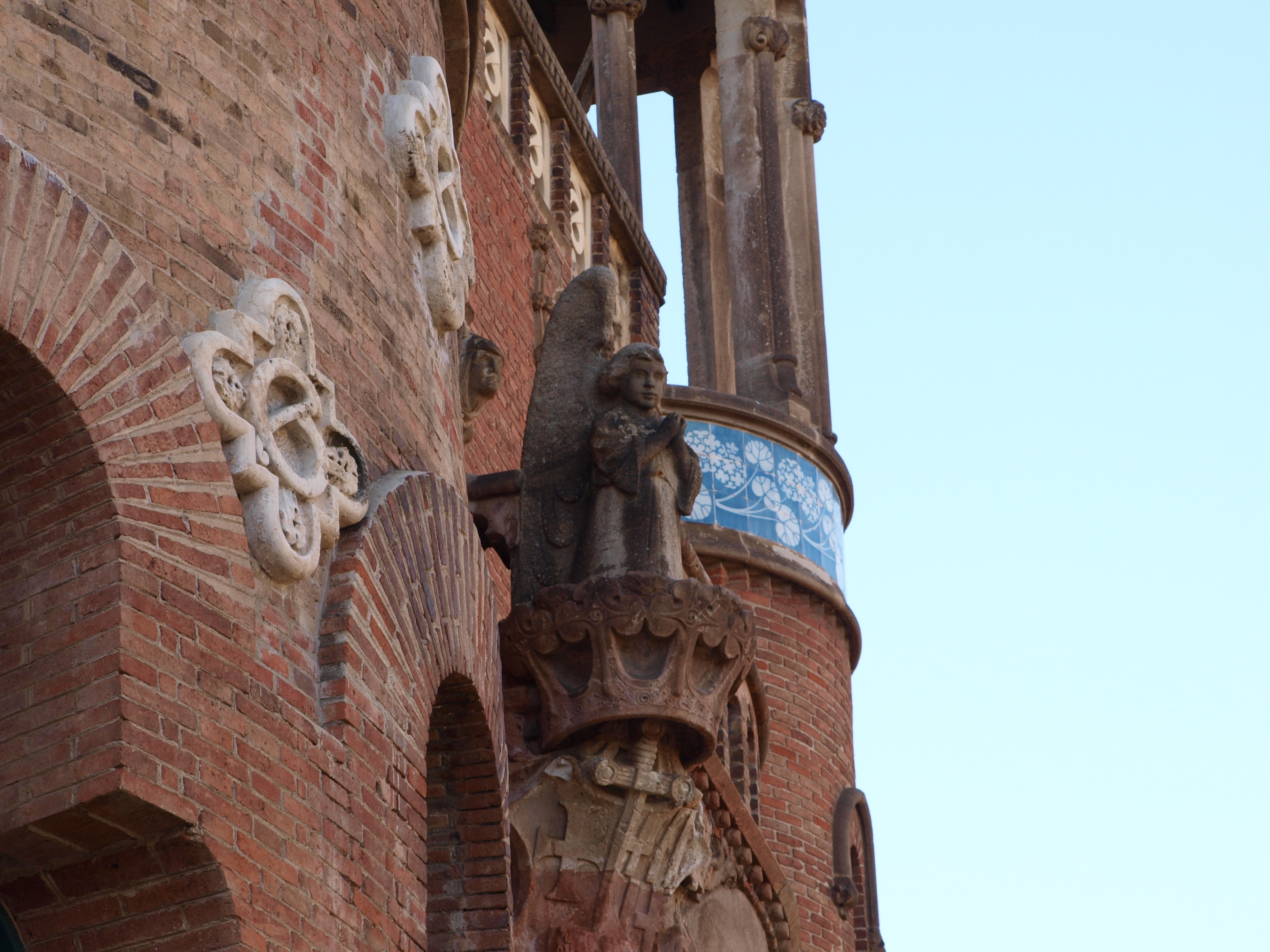
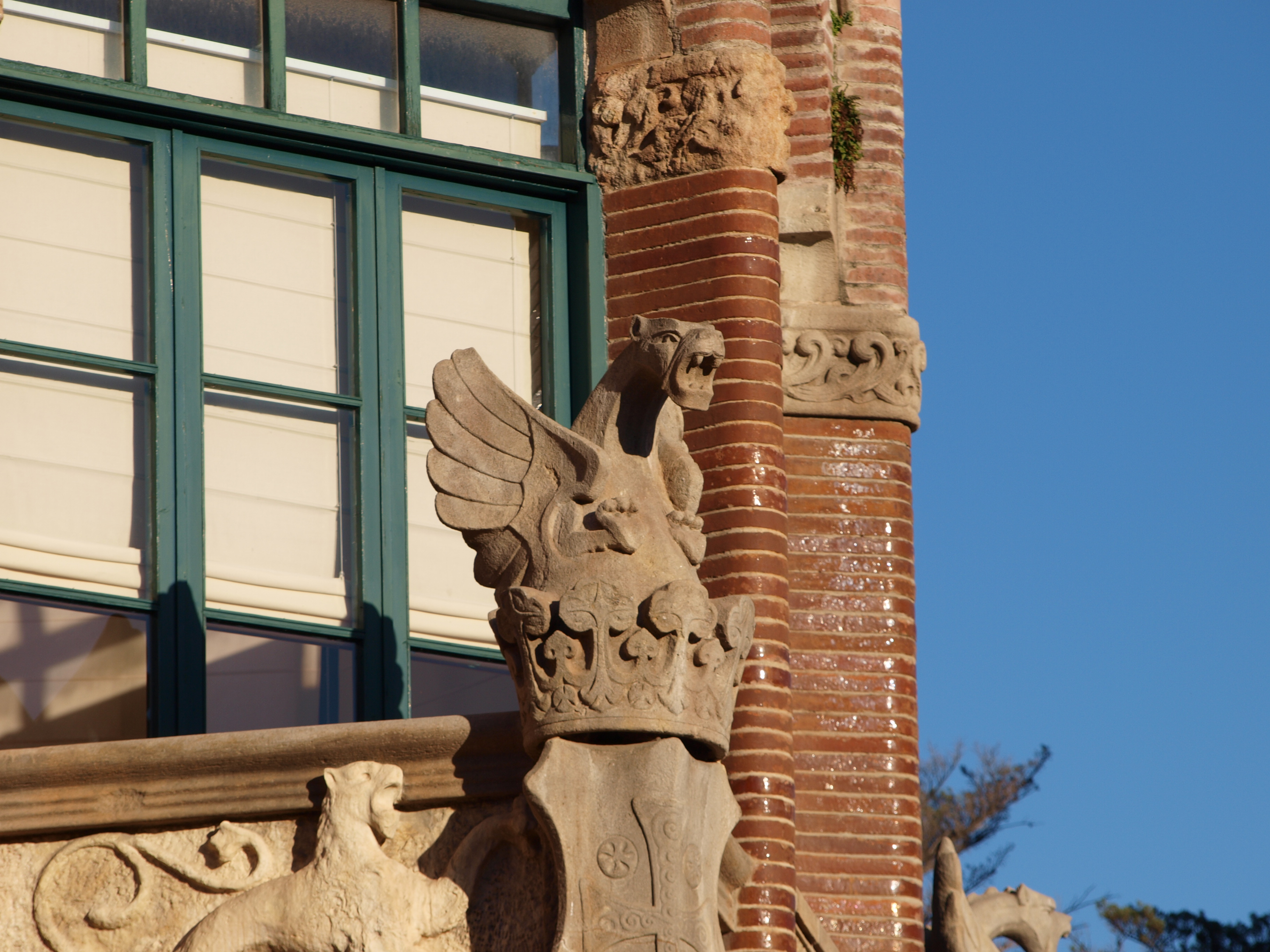
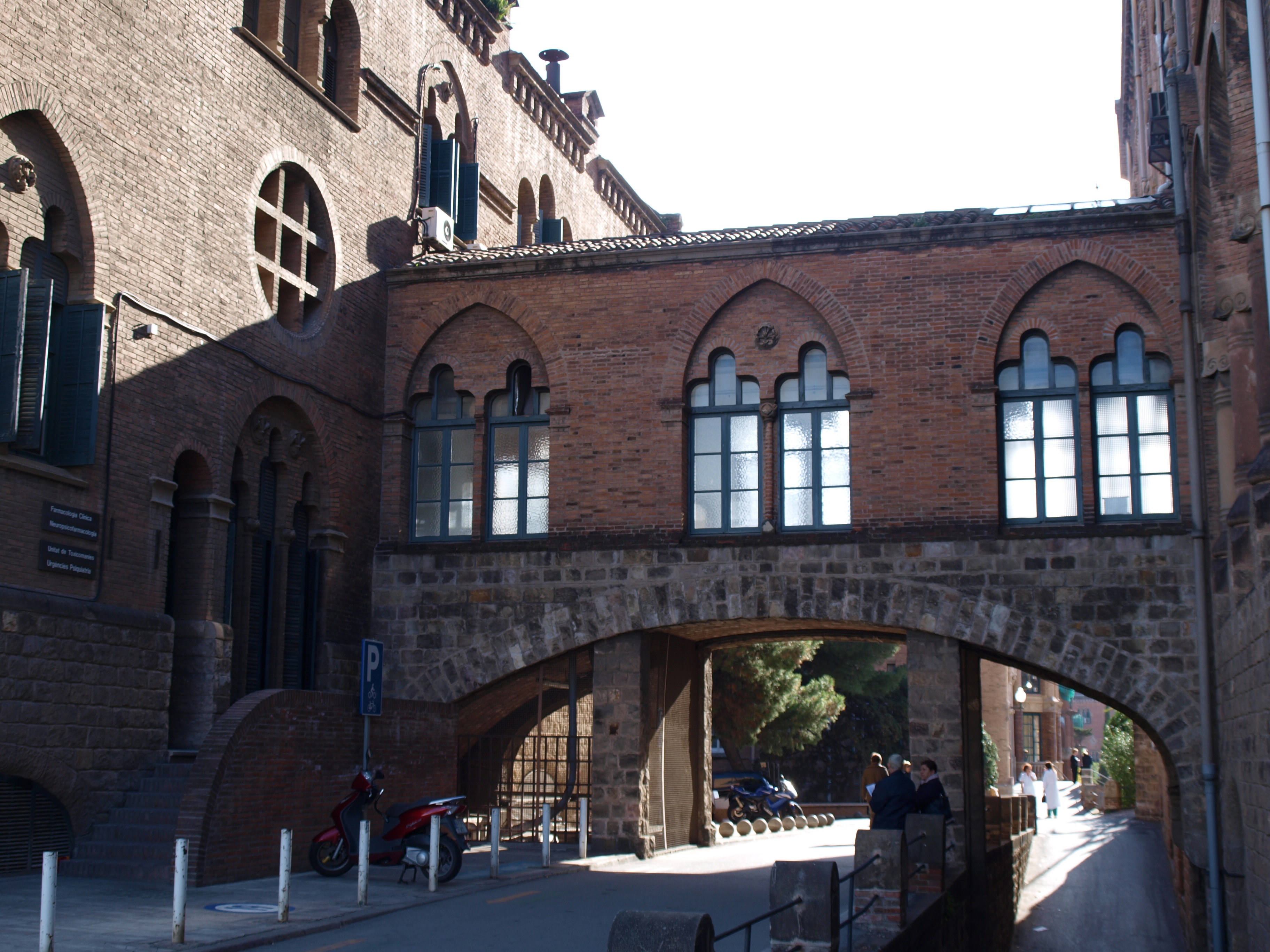
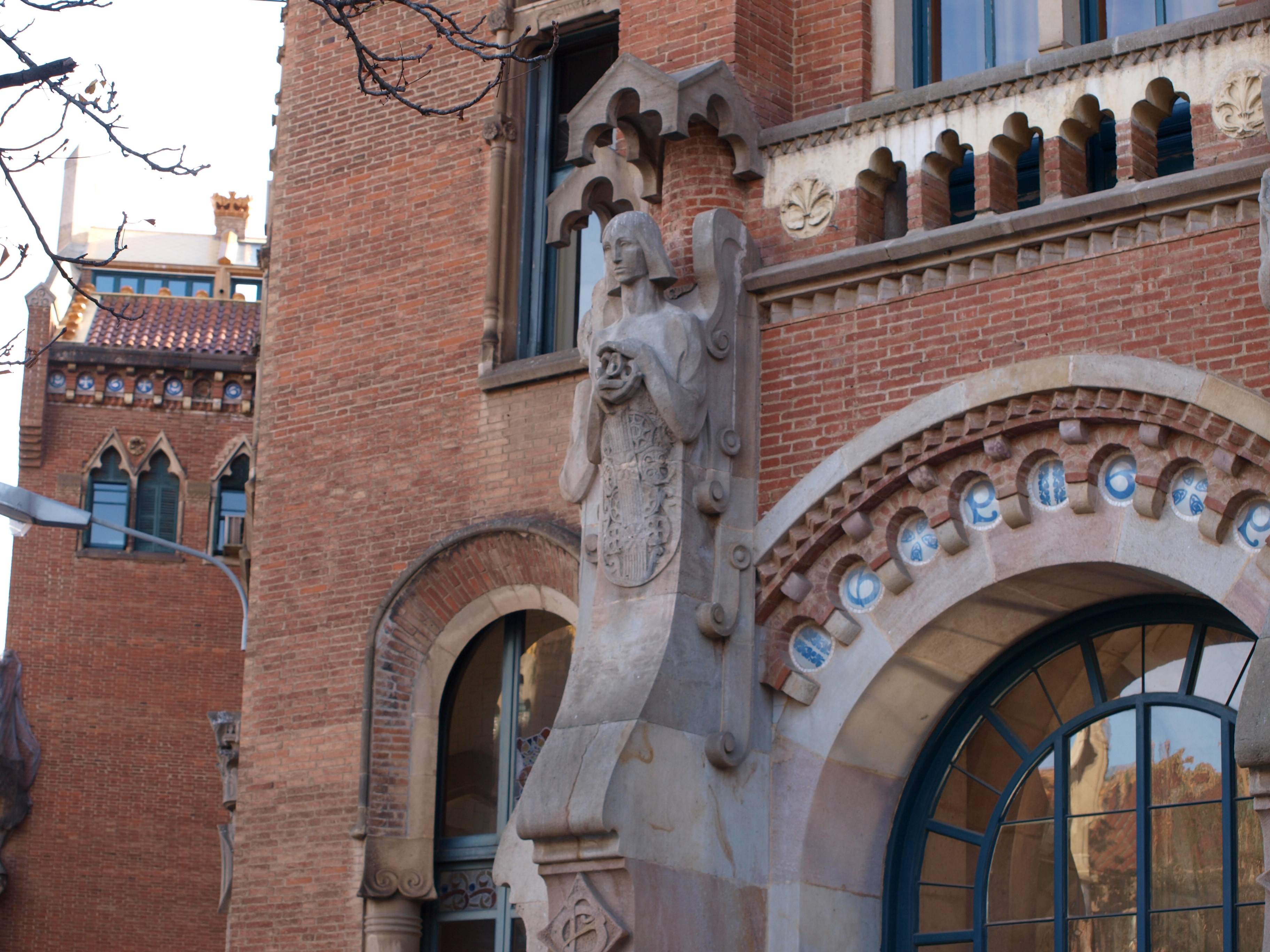
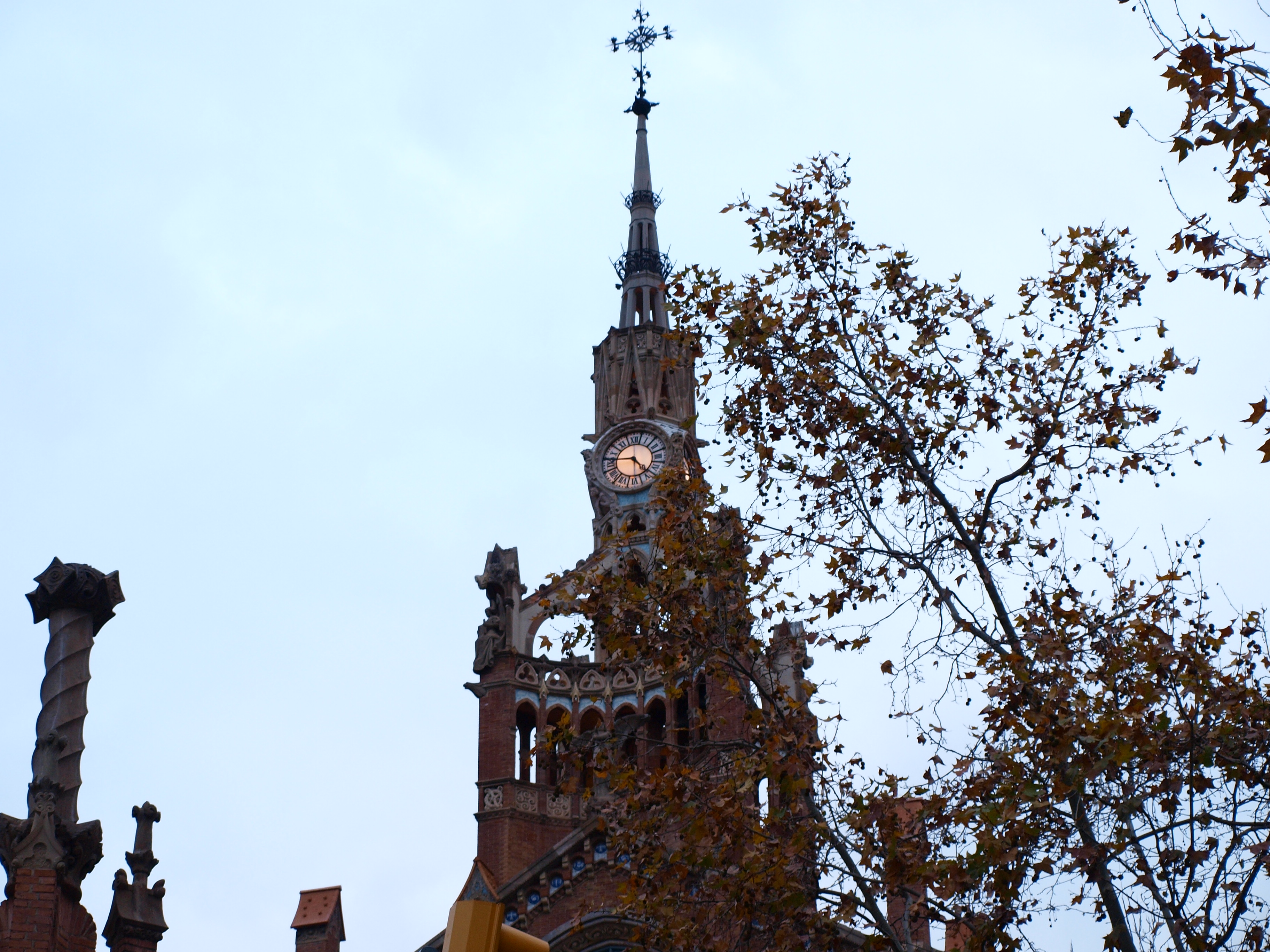
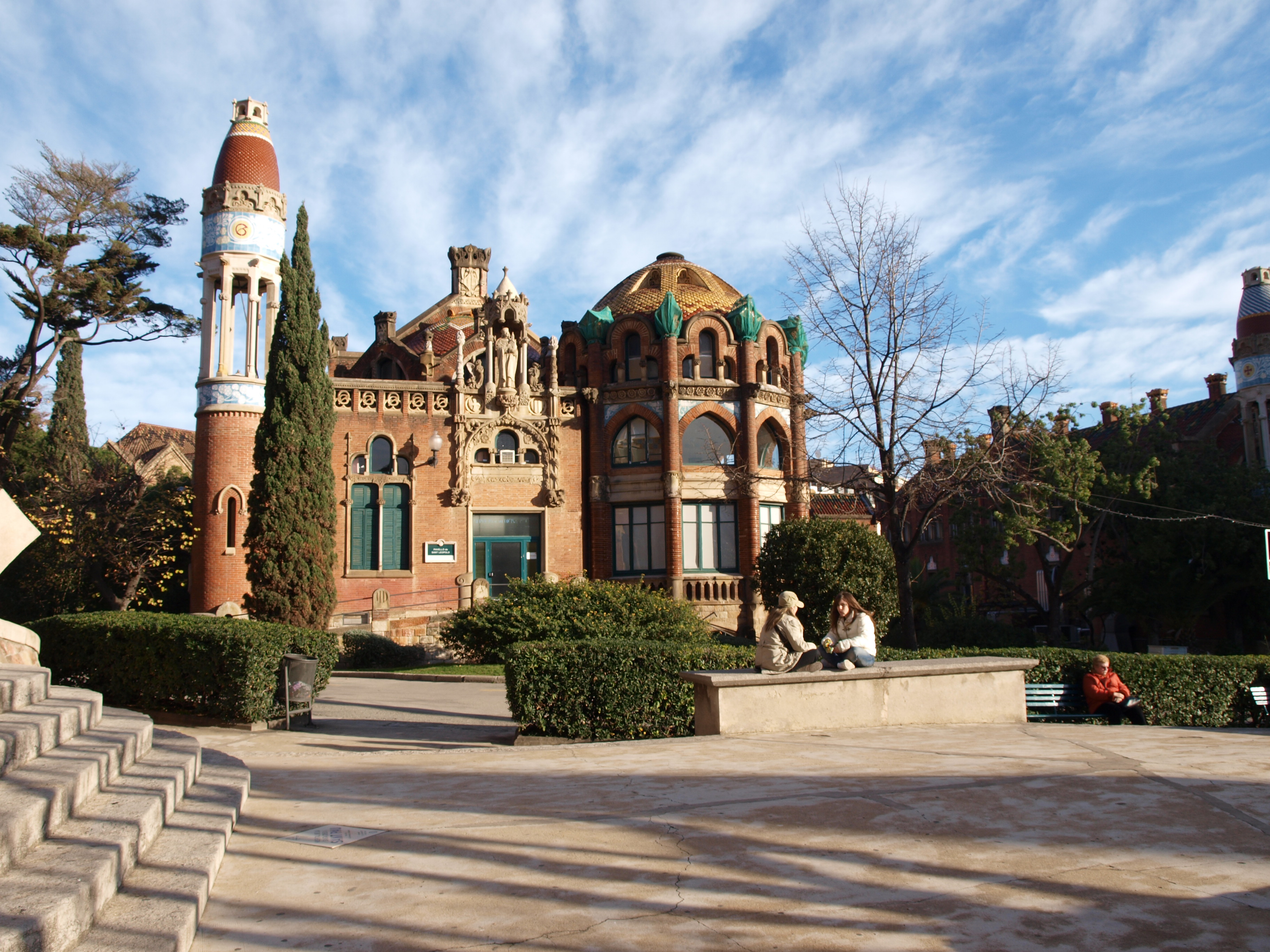
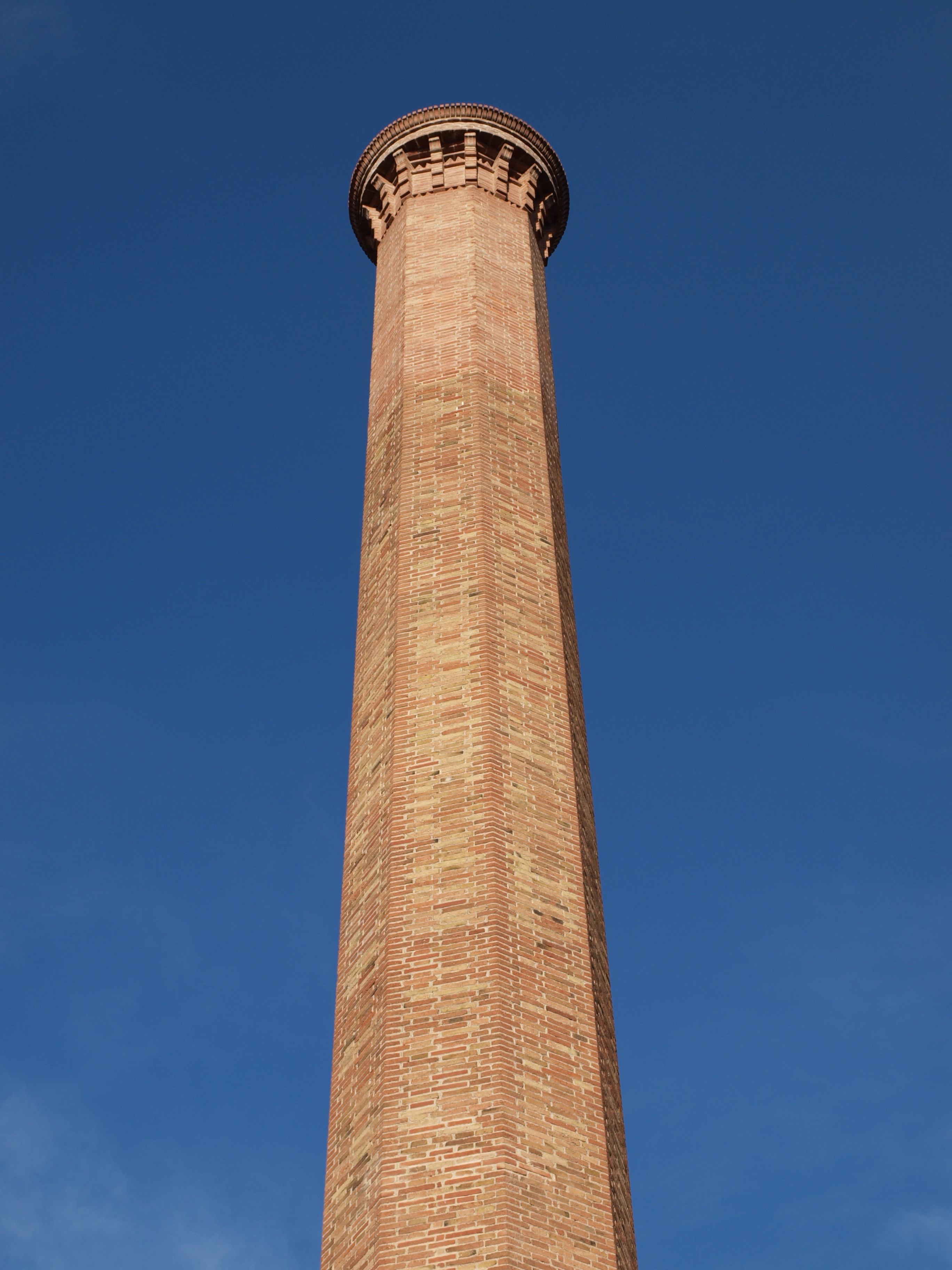
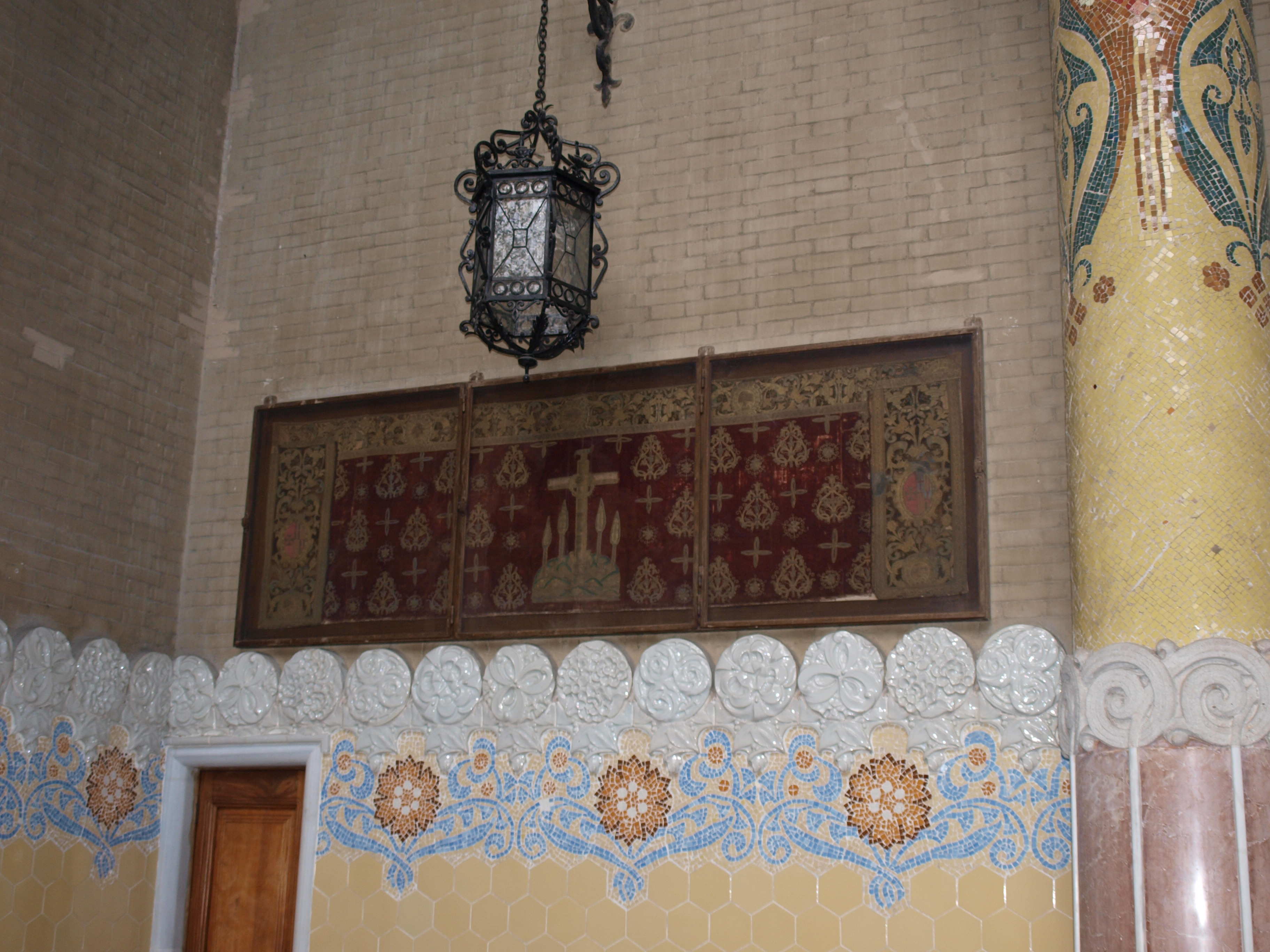
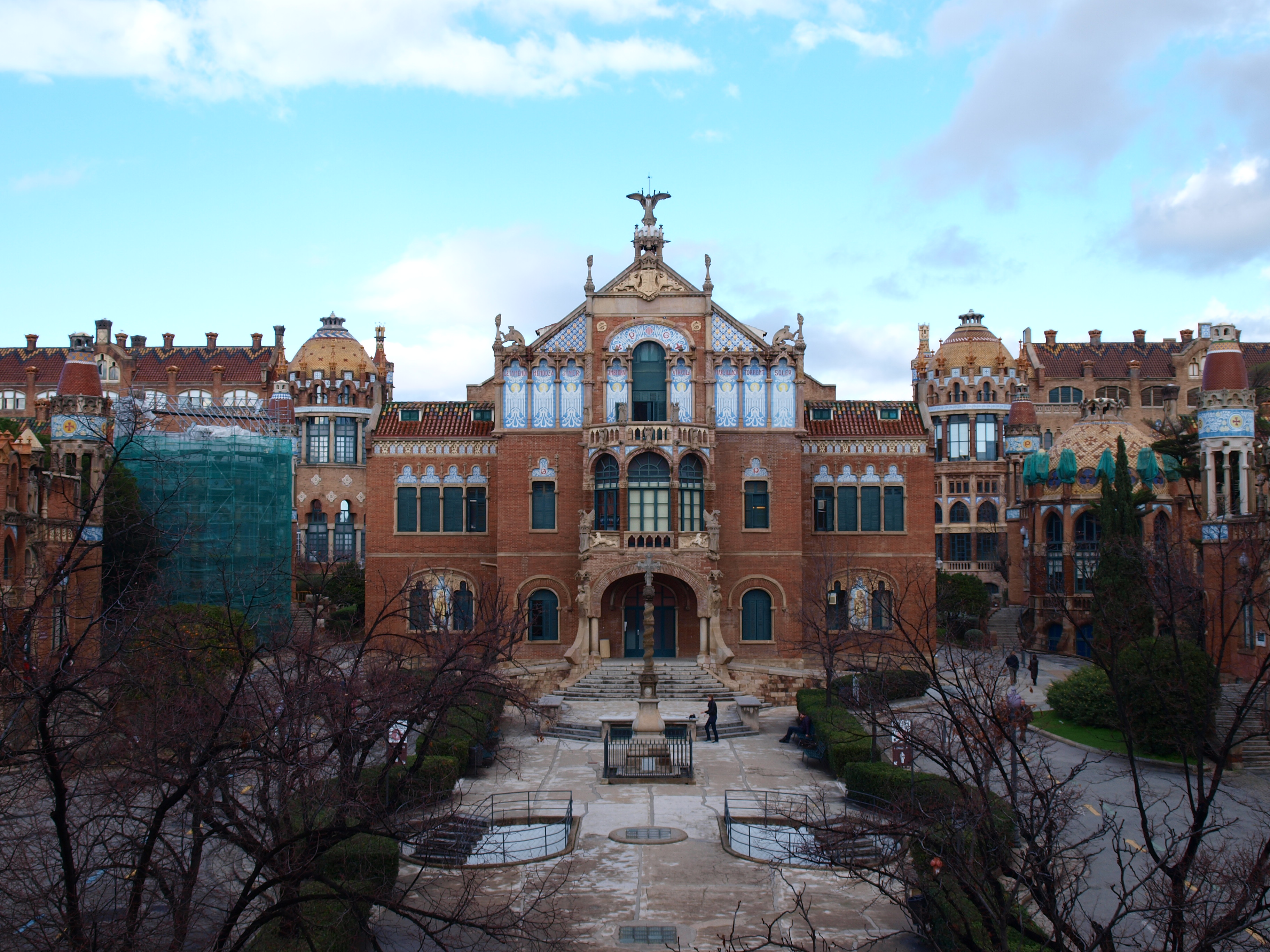
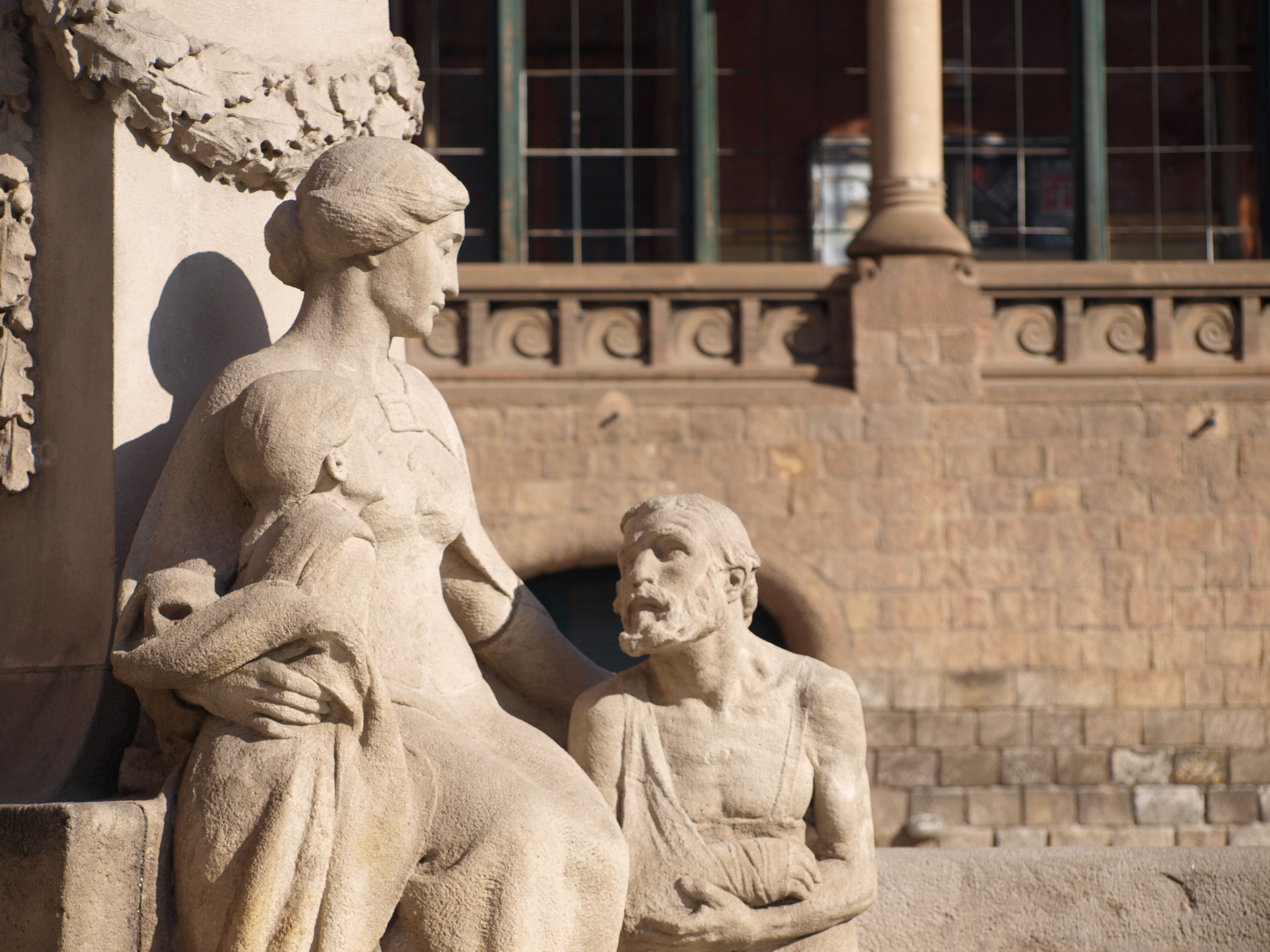
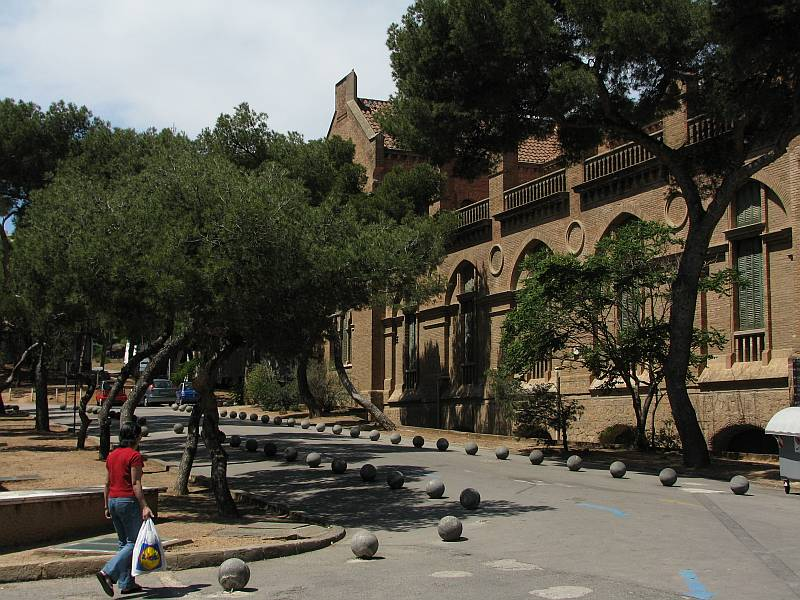
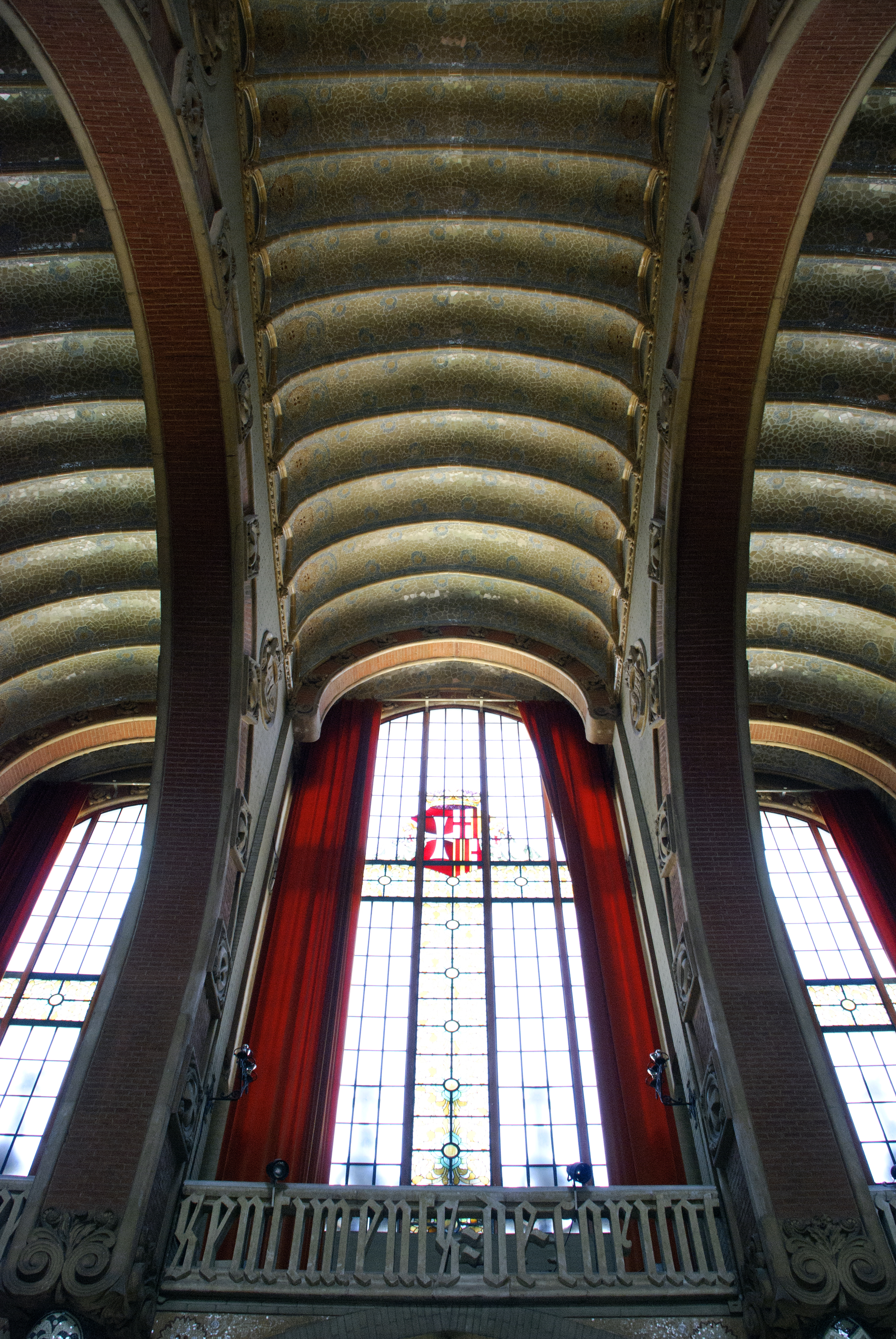
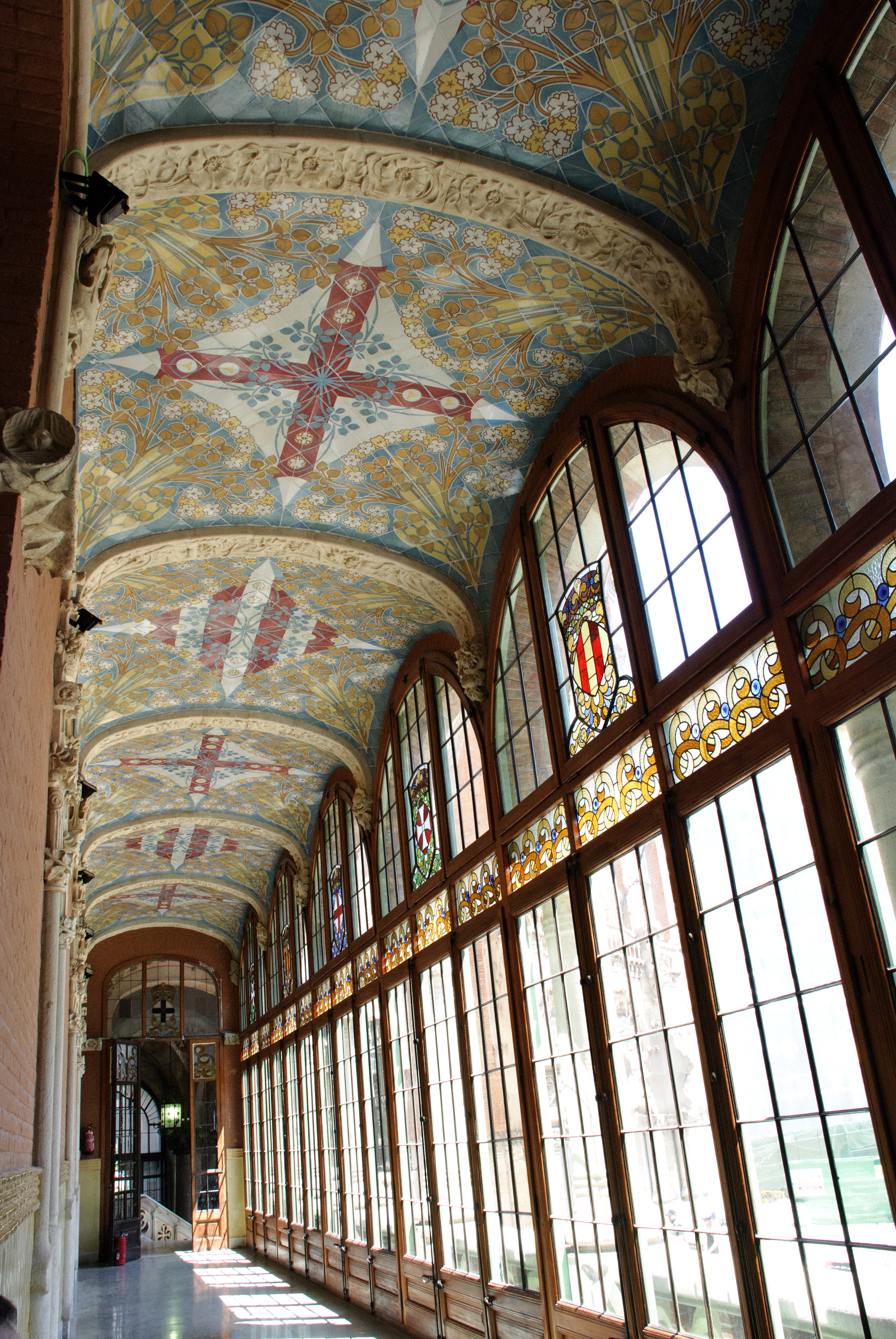
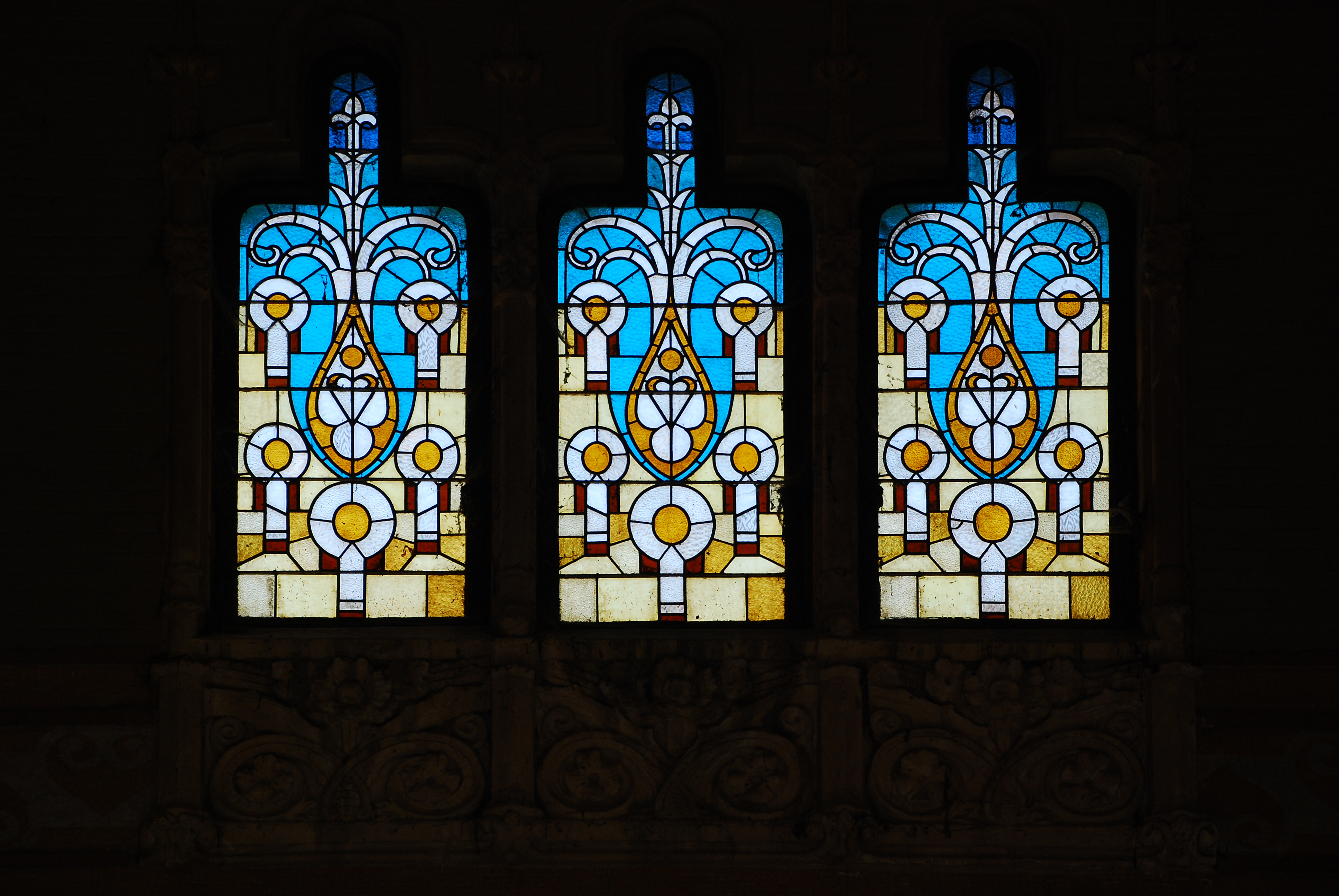
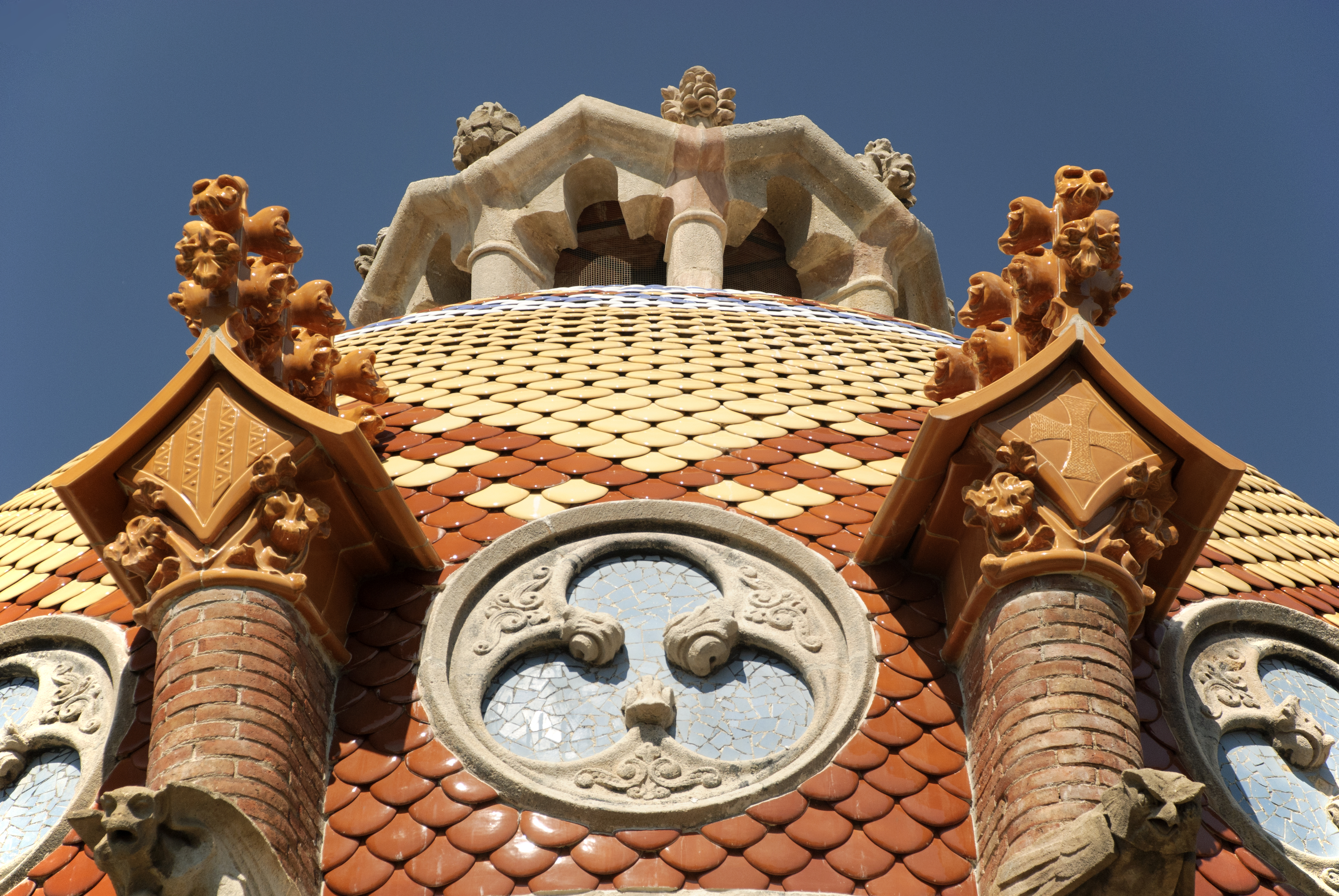